# Andreas Seifert
Andreas Seifert (* 31. Mai 1959 in Gelsenkirchen) ist ein deutscher Schauspieler.

## Leben
Nach einem Schauspielstudium an der Hochschule für Musik und Theater Hannover (1982–1986) hatte Seifert 1986 erste Engagements am Staatstheater Stuttgart.
Im Musical Linie 1 und in Baal spielte er jeweils eine Hauptrolle.
Am Schauspiel Frankfurt/Main war er ab 1987 beschäftigt und in Die Wupper, Michael Kramer, Die Reichsgründer und Eines langen Tages Reise in die Nacht zu sehen.
Hier stellte er 1990 an der Seite von Marianne Hoppe den Narren in König Lear dar.
Ab 1992 folgten Auftritte am Schauspiel Bonn. Von 2005 bis 2007 konnte man ihn am Volkstheater Wien sehen.
Anschließend war er ab 2007 Mitglied des renommierten Berliner Ensembles, wo er seitdem in diversen Rollen wie Hitler, Eichmann, Veit Tümpel, Rentier Stiefel unter anderem unter der Regiearbeit von Heiner Müller und Claus Peymann, auftrat.
Unter der Regie von Johann Kresnik in Heidelberg spielte er Hans Prinzhorn in dem Stück Sammlung Prinzhorn. Seifert war in der Spielzeit 2011/12 am Theater und Orchester Heidelberg engagiert.
2017 konnte man ihn in der Aufführung einer Bühnenfassung von George Orwells Roman 1984 am Ernst Deutsch Theater Hamburg sehen.
Daneben ist er seit 1994 auch immer wieder in Film- und Fernsehproduktionen zu sehen. Eine erste Nebenrolle in einem Kinofilm hatte er als Marstruppen-Kommandeur in der Filmparodie (T)Raumschiff Surprise – Periode 1.

## Filmografie (Auswahl)
- 1994: Balko
- 1996: Das letzte Siegel
- 1998: Federmann
- 1998: Der Clown – Absturz
- 1994: Nah am Wasser (Drama)
- 1999: Federmann (Fernsehfilm)
- 2000: Tatort – Bittere Mandeln (Krimireihe)
- 2001: Mein erstes Wunder
- 2001: Das letzte Versteck
- 2003: Mein Vater (Fernsehfilm)
- 2003: Die Sitte – Tod eines Jungen  (Fernsehserie)
- 2004: Der Elefant – Mord verjährt nie (Fernsehserie, Folge Mörderischer Kuhhandel)
- 2004: Die Sitte – Svens Geheimnis  (Fernsehserie)
- 2004: (T)Raumschiff Surprise – Periode 1
- 2004: Der Bulle von Tölz: Das Wunder von Wemperding
- 2004: Der Stich des Skorpion
- 2004: SK Kölsch – Deutzer Mix (Krimiserie)
- 2004: SK Kölsch – Quacksalber (Krimiserie)
- 2005: Mit Herz und Handschellen – Familienbande (Krimiserie)
- 2005: Futschicato
- 2005: Crazy Partners (Fernsehfilm)
- 2006: Der letzte Zeuge – Das rosa Lächeln (Krimiserie)
- 2007: Tatort – Die Blume des Bösen (Krimireihe)
- 2007: R. I. S. – Die Sprache der Toten – Der jüngste Tag  (Fernsehserie)
- 2008: Soko Kölsch: Der Pianist (Fernsehserie)
- 2009: Amateure (Spielfilm)
- 2009: Résiste – Aufstand der Praktikanten
- 2010: Abgebrannt
- 2011: Glory (Kurzfilm)
- 2014: Von jetzt an kein Zurück
- 2016: Stahlzittern